# Oriol Gómez Marco
Oriol Gómez Marco   (Santa Coloma de Gramenet, 1 de juliol de 1968) és un pilot de ral·li català actualment retirat. Va ser un dels pilots més destacats a nivell nacional dels anys 90, disputant tant el Campionat d'Espanya de Ral·lis d'Asfalt com el Campionat Mundial de Ral·lis. Va ser campió d'Espanya de Ral·lis d'Asfalt l'any 1994. El seu copilot habitual va ser Marc Martí.

## Trajectòria
Gómez s'inicia als ral·lis l'any 1987 disputant proves dels Campionat de Catalunya de Ral·lis, donant posteriorment el salt a proves nacionals. L'any 1992 guanya la prova monomarca Desafío Peugeot, a bord d'un Peugeot 309 GTI 16v, alhora que es proclama Campió d'Espanya de la categoria Grup N. Gràcies a la bona temporada 1992, l'any 1993 esdevé pilot oficial de Peugeot pilotant un Peugeot 106 XSI Gr.A, obtenint destacades actuacions.
La temporada 1994 es converteix en pilot oficial de Renault Espanya, pilotant un Renault Clio Williams. La temporada serà tot un èxit, imposant-se en sis ral·lis i guanyant el Campionat d'Espanya de Ral·lis d'Asfalt. La temporada següent finalitzaria subcampió, aquest cop superat per Jesús Puras.
L'any 1996 serà l'últim amb Renault, pilotant un Renault Maxi Mégane, de la nova categoria Kit Car, els quals no puntuaven pel Campionat d'Espanya, amb el que realitza una labor purament de desenvolupament del vehicle.
L'any 1997 fa un important salt qualitatiu i s'incorpora a l'equip Seat Sport per disputar el Campionat Mundial de Ral·lis amb un Seat Ibiza Kit Car, junt al finlandès Harri Rovanperä. La marca catalana revalida el seu títol a la categoria F2 del Mundial.
De cara a 1998 el pilot de Santa Coloma de Gramenet cuenta te el mateix objectiu de la temporada anterior de revalidar per Seat, junt a Rovanperä, el títol a la categoria F2. En paral·lel, pel Ral·li de Finlàndia, Gómez i Rovanperä debuten a la màxima categoria amb el nou Seat Córdoba WRC. Malauradament, al finalitzar la temporada Gómez es desvincula de Seat.
Oriol torna l'any 1999 al equip oficial Renault Espanya, reprenent el volant del Renault Maxi Mégane al Campionat d'Espanya de Ral·lis d'Asfalt. A partir d'aquest any Marc Martí deixa de ser el seu copilot, essent substituït pel català Oriol Julià. Finalitzada aquesta temporada, Gómez passa a disputar ral·lis de forma esporàdica tot i que encara obté alguna victòria com el Ral·li de Terra de Madrid de l'any 2004.
Finalitzada la temporada 2004, Gómez tan sols disputa el Ral·li de l'Argentina del 2006 i dos ral·lis més l'any 2018. La temporada 2021 retorna a la competició i l'any 2022 anuncia el seu retorn al Super Campionat d'Espanya de Ral·lis i el Campionat d'Espanya de Ral·lis de Terra.